# Санта Мария Имбаро
Санта Марѝя Имба̀ро (на италиански: Santa Maria Imbaro) е село и община в Южна Италия, провинция Киети, регион Абруцо. Разположено е на 224 m надморска височина. Населението на общината е 1918 души (към 2013 г.).